# عصفلدين بايتوبي
العِصْفَلْدِين البايتوبي (باللاتينية: Asphodeline baytopiae) نوع نباتي ينتمي إلى جنس العِصْفَلْدِين من الفصيلة الزانثوروية (باللاتينية: Xanthorrhoeaceae).

## الموئل والانتشار
الموئل الأصلي لهذا النوع المشرق العربي وتركيا.